# Ludwig Doerr

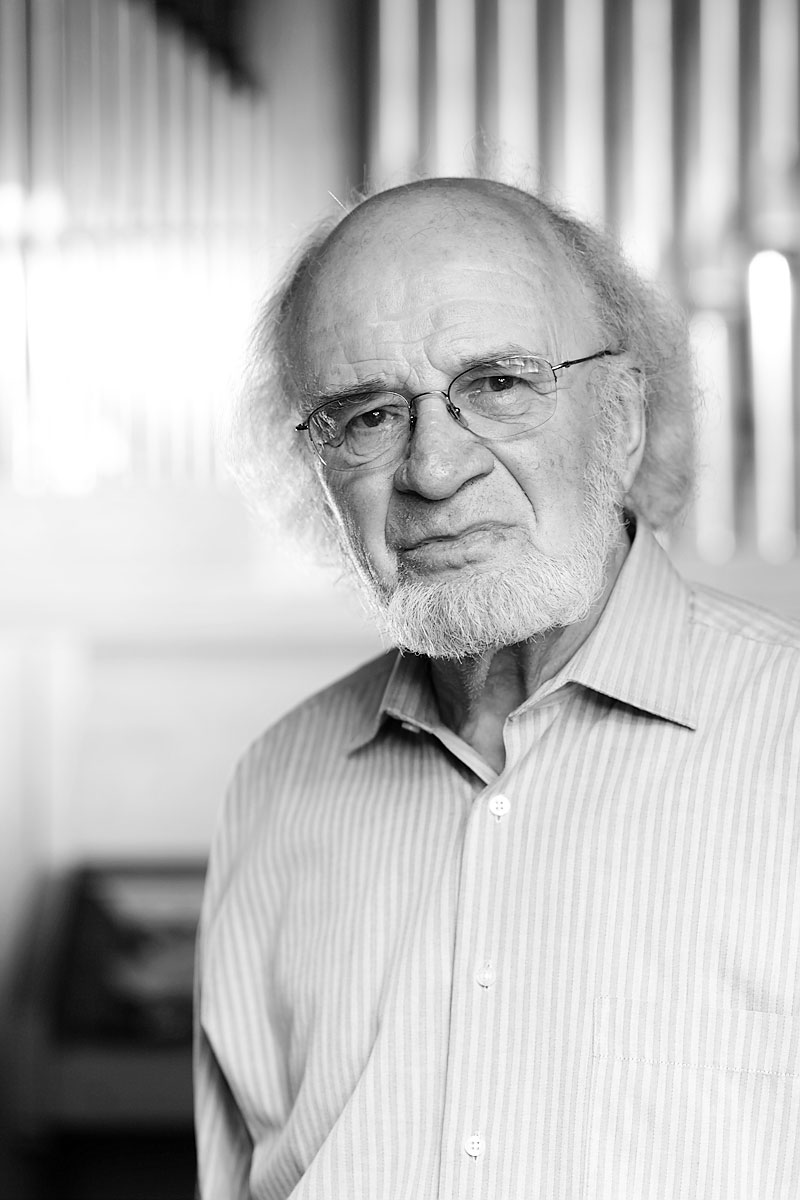
Ludwig Doerr

Ludwig Doerr (Speyer, 12 juli 1925 – 30 juni 2015) was een Duits organist.

## Levensloop
Doerr studeerde aan de muziekhogescholen van Keulen en Stuttgart, onder meer bij Anton Nowakowski en Karl Marx. Hij bekroonde dit met het staatsexamen A voor kerkmuziek en voor orgel.
In 1950 kreeg hij de Bachprijs bij het internationaal orgelconcours in Leipzig. In 1952 werd hij titularis van het orgel van de Domkerk in zijn geboortestad en werd leraar orgel aan het Bisschoppelijk Instituut voor Kerkmuziek in Speyer en aan de Pedagogische Hogeschool in Landau. Vanaf 1964 doceerde hij ook aan de Staatshogeschool voor Muziek in Saarbrücken. 
Van 1971 tot aan zijn emeritaat in 1990 doceerde hij orgel aan de Staatshogeschool voor Muziek in Freiburg im Breisgau en was tevens titularis van het orgel in de Domkerk van deze stad. Zijn bekendheid kwam onder meer vanwege zijn grote kunst van improviseren.
In 1973 en 1976 was Doerr lid van de jury voor het internationaal orgelconcours in het kader van het Festival Musica Antiqua in Brugge
In het Bachjaar 1985 voerde hij in de Freiburger Domkerk het volledige orgeloeuvre van Johann Sebastian Bach uit, tijdens zestien concerten.
Vele van zijn leerlingen zijn gerenommeerde organisten geworden, die als houders van kerkelijke muziekambten, als domorganisten of docenten belangrijk geworden zijn in de Duitse orgelwereld, zoals Leo Krämer, Christoph Schoener, Joachim Krause en Hannfried Lucke.

## Discografie
- Das Orgelportrait: Die Wolfgang Scherpf-Orgel des Doms zu Speyer / Orgel: Domorganist Ludwig Doerr. Werke von Rheinberger, Mendelssohn Bartholdy, Reger. Psallite 1968
- Science Fiction For Big Organ (1969) / Ludwig Doerr an der Orgel des Kaiserdoms zu Speyer. MPS 14 273
- Historische Orgeln am Oberrhein / Ludwig Doerr den Orgeln in Allmannsweier, Meissenheim, Klosterkirche Offenburg und Ettenheimmünster. Werke von Walther, Kellner, Mozart, Guilain. Christophorus-Verlag, Freiburg.
- Orgelkonzert im Freiburger Münster, Ludwig Doerr an den vier Münsterorgeln. Werke von Bruhns, Bach Liszt und Improvisationen. Christophorus Verlag, Freiburg.
- Historische Orgeln in Südbaden/ darin: Ludwig Doerr, Improvisation über "Dies irae", Südwestfunk Landesstudio Südbaden.
- Orgelimprovisation 69 über "Es sungen drei Engel" darin: Ludwig Doerr an der Orgel der Seminarkirche zu St. Peter Schwarzwald. Christophorus Verlag, Freiburg
- Gregorianische Gesänge & Orgelimprovisationen (1988) Freiburger Münsterschola Leitung: Anton Stingl jun. An den Münsterorgeln: Ludwig Doerr
- Orgelmusik aus dem Freiburger Münster. Ludwig Doerr an den vier Orgeln des Freiburger Münsters. Werke von Bach, Mendelssohn Bartholdy, Brahms, Liszt und Doerr. Mitra Digital (CD 16 235), 1991

1. ↑  Nachruf: Der Freiburger Orgelprofessor Ludwig Doerr ist tot

- Bibliothèque nationale de France: cb148288924 (data)
- Gemeinsame Normdatei: 134360354
- International Standard Name Identifier: 0000 0000 6659 3348
- Library of Congress Control Number: n88603692
- MusicBrainz: d8787b21-f6cd-432e-a286-40d27c1eef16
- Virtual International Authority File: 92244722
- WorldCat: E39PBJyCHYhJyQD67J3VpjD6rq